# Kleine bruine vruchtduif
De kleine bruine vruchtduif (Phapitreron leucotis) is een duif die alleen voorkomt in de Filipijnen.
De Filipijnse naam voor deze vogel is Kurokuro.

## Algemeen
De grote bruine vruchtduif is de kleinste soort uit het geslacht Phapitreron. De mannetjes en vrouwtjes lijken sterk op elkaar. De vier ondersoorten zijn te onderscheiden door de intensiteit en kleur van de halsring en de kleur van het voorhoofd, de hals en de lijn bij de oren. 
P. l. leucotis heeft een grijsbruine voorhoofd en kruin, een zwarte lijn onder het oog met een witte lijn daaronder. De halsring heeft een groenachtig bronzen kleur overgaand in roodachtig brons. De rest van de bovenzijde van de vogel is bruin met wat metallic groen daardoorheen. De staart is bruin met grijs aan de uiteinden van de buitenste veren. De zijkanten van de nek zijn donkerrood, de hals lichtroodbruin overgaand naar een donkerder tint op de borst waarna het weer overgaat in geelachtig bruin op de buik. De onderkant van de staart is lichtgrijs. De snavel is zwart en de poten zijn rood.
Deze soort wordt inclusief staart zo'n 23 centimeter en heeft een vleugellengte van 13,5 centimeter.

## Ondersoorten en verspreiding
Er worden vier ondersoorten onderscheiden:
- P. l. leucotis: Catanduanes, Luzon en  Mindoro.
- P. l. nigrorum: westelijk Visayas.
- P. l. brevirostris: oostelijk Visayas en Mindanao.
- P. l. occipitalis: Basilan en de Sulu-eilanden.

## Leefgebied
De kleine bruine vruchtduif leeft alleen of in paartjes in primair of secundair woud tot op een hoogte van zo'n 1600 meter boven zeeniveau. Ze zijn te vinden van de bosgrond tot aan de boomtoppen.

## Voedsel
De kleine bruine vruchtduif eet diverse soorten vruchten. Voorbeelden hiervan zijn bessen en pepers.

## Voortplanting
Deze vogelsoort paart van maart tot en met juni. Het nest wordt gemaakt van kleine takjes en opgerolde strengen van klimplanten op de basis van een tak in een kleine boom op zo'n 1 tot 6 meter boven de grond. De nesten zijn meestal te vinden langs kleine stroompjes water in dichte begroeiing. Per keer legt de kleine bruine vruchtenduif twee glimmende witte eieren.